# Nørre-Rangstrups kommun
Nørre-Rangstrups kommun var en kommun i Sønderjyllands amt i Danmark. Sedan danska kommunreformen 2007 ingår större delen av kommunen i Tönders kommun. Bevtoft Sogn kom dock att överföras till Haderslevs kommun.